# Lonchopria thoracica
Lonchopria thoracica är en biart som först beskrevs av Heinrich Friese 1906.  Lonchopria thoracica ingår i släktet Lonchopria och familjen korttungebin. Inga underarter finns listade i Catalogue of Life.